# Körsbärsplommon
Körsbärsplommon (Prunus cerasifera) är en art i familjen rosväxter och är utbredd från Balkan, sydvästra och centrala Asien.